# Сабикт
Сабикт — македонский сатрап Каппадокии в IV веке до н. э.

Карта деления империи Ахеменидов на сатрапии

## Биография
В битве при Гранике, произошедшей в мае 334 года до н. э., погиб ахеменидский сатрап Каппадокии Митробузан. Александр Македонский, согласно Арриану, передал эту страну под управление Сабикта. Однако Квинт Курций Руф в связи с указанными событиями называет имя Абистамена. По мнению некоторых современных исследователей, античные авторы в данном случае говорят об одном и том же человеке. Другие же ученые, например, Гельмут Берве, полагают, что Абистамен сменил Сабикта. Хотя Аппиан вообще высказывает сомнение в том, что Александр вступал на территорию Каппадокии: «Иероним же говорит, что с этими племенами он совсем не пришёл в соприкосновение, но пошёл против Дария другой дорогой, вдоль берегов Памфилии и Киликии».
Как указывал Страбон, «македоняне захватили Каппадокию у персов уже разделенную на две сатрапии». Когда произошло это расчленение неизвестно, однако македоняне контролировали только южную территорию страны. В северной, понтийской, части правил Ариарат I. По мнению историка О. Л. Габелко и ряда других специалистов, именно из-за Ариарта и лишился своей власти Сабикт. А. Босуорт высказал предположение о том, что Сабикт, являющийся по происхождению каппадокийцем, погиб ещё до битвы при Иссе, произошедшей в ноябре 333 г. до н. э. Ефремов Н. В., со ссылкой на сообщение Курция Руфа о прорыве после этого сражения в Лидию некоторых персидских войск, подкрепленных молодёжью из пафлагонцев и каппадокийцев, полагает, что Сабикт был убит именно тогда.
В любом случае в источниках имя Сабикта более не упоминается. При этом каппадокийцы сражались на стороне Дария III в битве при Гавгамелах в 331 году до н. э. После смерти Александра в 323 году до н. э. Каппадокия вместе с Пафлагонией были переданы в управление Эвмену. По свидетельству античных авторов эти сатрапии ещё не были полностью завоеваны, поэтому другие военачальники должны были оказать Эвмену вооруженную поддержку.